# Aneflomorpha seminuda
Aneflomorpha seminuda là một loài bọ cánh cứng trong họ Cerambycidae.